# Amy Tran

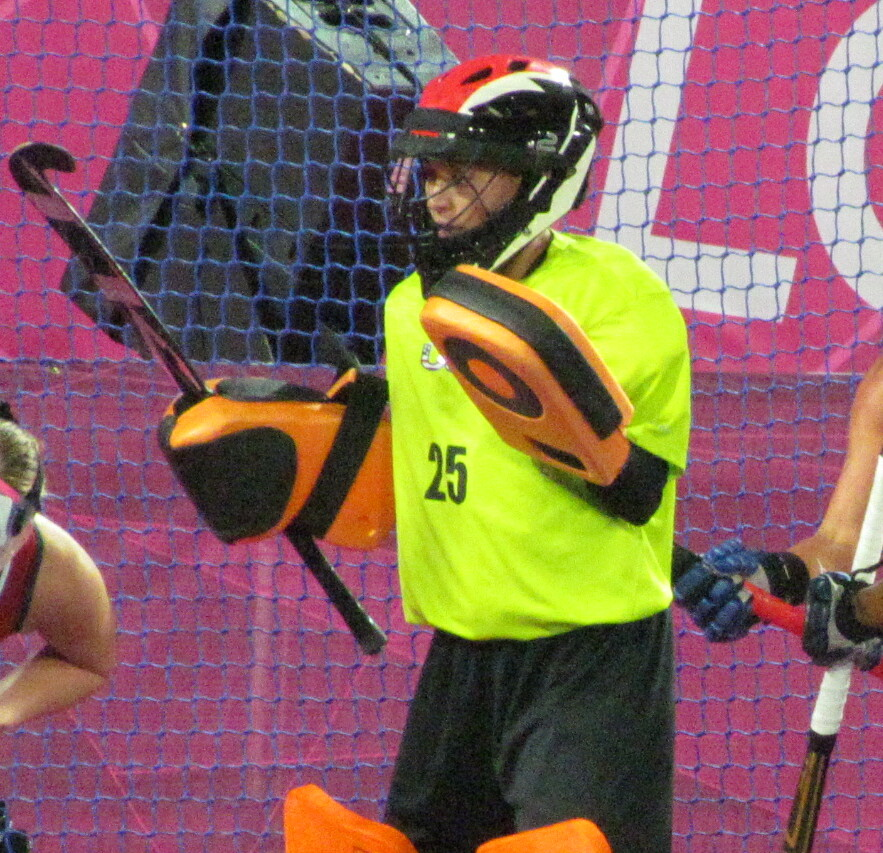
Amy Tran

Amy Tran (* 2. Oktober 1980 in Harrisburg, Pennsylvania) ist eine US-amerikanische Hockey-Torfrau. Bei den Feldhockey-Weltmeisterschaften 2006 war sie als Torfrau eingesetzt, 2008 belegte sie mit dem US-Team den achten Platz bei den Olympischen Spielen in Peking.